# Букара
Букара је врста дрвене посуде из које се обично пије вино. Букара се често користи у деловима Далмације у крајевима где расте врста ниског зимзеленог дрвета која се зове смрека.

## Историјат букаре
Реч букара потиче од сличне италијанске шоље bucchero (букеро) што потиче од шпанске речи búcaro (букаро).
Букара је обично имала запремину од 0,5 до 2 литра и служила је као посуда за вино из које је пило неколико људи, али због антибактеријских својстава смрече није било страха од заразе. Такође, стара легенда каже да дегустација вина из букаре даје посебан укус због оморике.
Букара се помиње и у збирци кратких прича књижевника Бранка Ћопића под називом „Башта сљезове боје”.
Данас представља не само шољу и део културне баштине него и врсту неговања културе сећања код крајишких Срба и њихових потомака.